# Узбекистан на зимних Олимпийских играх 2022
Узбекистан на зимних Олимпийских играх 2022 года был представлен Комилжоном Тухтаевым в горнолыжном спорте.

## Результаты соревнований

### Лыжные виды спорта

#### Горнолыжный спорт
Квалификация спортсменов для участия в Олимпийских играх осуществлялась на основании специального квалификационного рейтинга FIS по состоянию на 16 января 2022 года. При этом НОК для участия в Олимпийских играх мог выбрать только того спортсмена, который вошёл в топ-500 олимпийского рейтинга в своей дисциплине, и при этом имел определённое количество очков, согласно квалификационной таблице. Страны, не имеющие участников в числе 500 сильнейших спортсменов, могли претендовать только на квоты категории «B» в технических дисциплинах. По итогам квалификационного отбора сборная Узбекистана завоевала 1 олимпийскую лицензию, благодаря успешным выступлениям Комилжона Тухтаева.
Мужчины
| Соревнование      | Спортсмены       | 1 спуск | 1 спуск | 2 спуск | 2 спуск | Всего   | Место | Отставание |
| Соревнование      | Спортсмены       | Время   | Место   | Время   | Место   | Всего   | Место | Отставание |
| ----------------- | ---------------- | ------- | ------- | ------- | ------- | ------- | ----- | ---------- |
| слалом            | Комилжон Тухтаев | DSQ     | DSQ     | —       | —       | —       | —     | —          |
| гигантский слалом | Комилжон Тухтаев | 1:12,77 | 35      | 1:14,72 | 27      | 2:27,49 | 29    | +18,14     |